# Katowice Open
A Katowice Open 2013–2016 között évente megrendezett International kategóriájú női tenisztorna volt Katowicében, Lengyelországban. A verseny összdíjazása 250 000 dollár volt. Az egyéni főtáblán harminckét játékos szerepelt. A mérkőzésekre 2013-ban salakon került sor, 2014-től kemény borítású pályákon játszották.
Első alkalommal 2013-ban rendezték meg, amelyen az olasz Roberta Vinci nyert. 2017-ben kikerült a versenynaptáról. Az utolsó tornát a szlovák Dominika Cibulková nyerte.

## Döntők

### Egyéni
| Év   | Győztes                   | Ellenfél a döntőben | Eredmény a döntőben |
| ---- | ------------------------- | ------------------- | ------------------- |
| 2016 | Dominika Cibulková        | Camila Giorgi       | 6–4, 6–0            |
| 2015 | Anna Karolína Schmiedlová | Camila Giorgi       | 6–4, 6–3            |
| 2014 | Alizé Cornet              | Camila Giorgi       | 7–6(3), 5–7, 7–5    |
| 2013 | Roberta Vinci             | Petra Kvitová       | 7–6(2), 6–1         |

### Páros
| Év   | Győztesek                                | Ellenfelek a döntőben                   | Eredmény a döntőben |
| ---- | ---------------------------------------- | --------------------------------------- | ------------------- |
| 2016 | Hozumi Eri Kato Miju                     | Valentyina Ivahnyenko Marina Melnyikova | 3–6, 7–5, [10–8]    |
| 2015 | Ysaline Bonaventure Demi Schuurs         | Gioia Barbieri Karin Knapp              | 7–5, 4–6, [10–6]    |
| 2014 | Julija Bejhelzimer Olha Szavcsuk         | Klára Koukalová Monica Niculescu        | 6–4, 5–7, [10–7]    |
| 2013 | Lara Arruabarrena Lourdes Domínguez Lino | Raluca Olaru Valerija Szolovjeva        | 6–4, 7–5            |